# Shelby (Iowa)
Shelby é uma cidade localizada no estado americano de Iowa, no Condado de Pottawattamie e Condado de Shelby.

## Demografia
Segundo o censo americano de 2000, a sua população era de 696 habitantes.
Em 2006, foi estimada uma população de 667, um decréscimo de 29 (-4.2%).

## Geografia
De acordo com o United States Census Bureau tem uma área de
4,2 km², dos quais 4,2 km² cobertos por terra e 0,0 km² cobertos por água. Shelby localiza-se a aproximadamente 133 m acima do nível do mar.

## Localidades na vizinhança
O diagrama seguinte representa as localidades num raio de 16 km ao redor de Shelby.